# Kakelugnsmossens naturreservat
Kakelugnsmossen är ett naturreservat i Höreda och Eksjö socknar i Eksjö kommun i Småland (Jönköpings län).
Reservatet omfattar 86 hektar och är skyddat sedan 2004. Området är beläget 5 kilometer öster om Eksjö tätort och består av tallsumpskog och öppen myr.

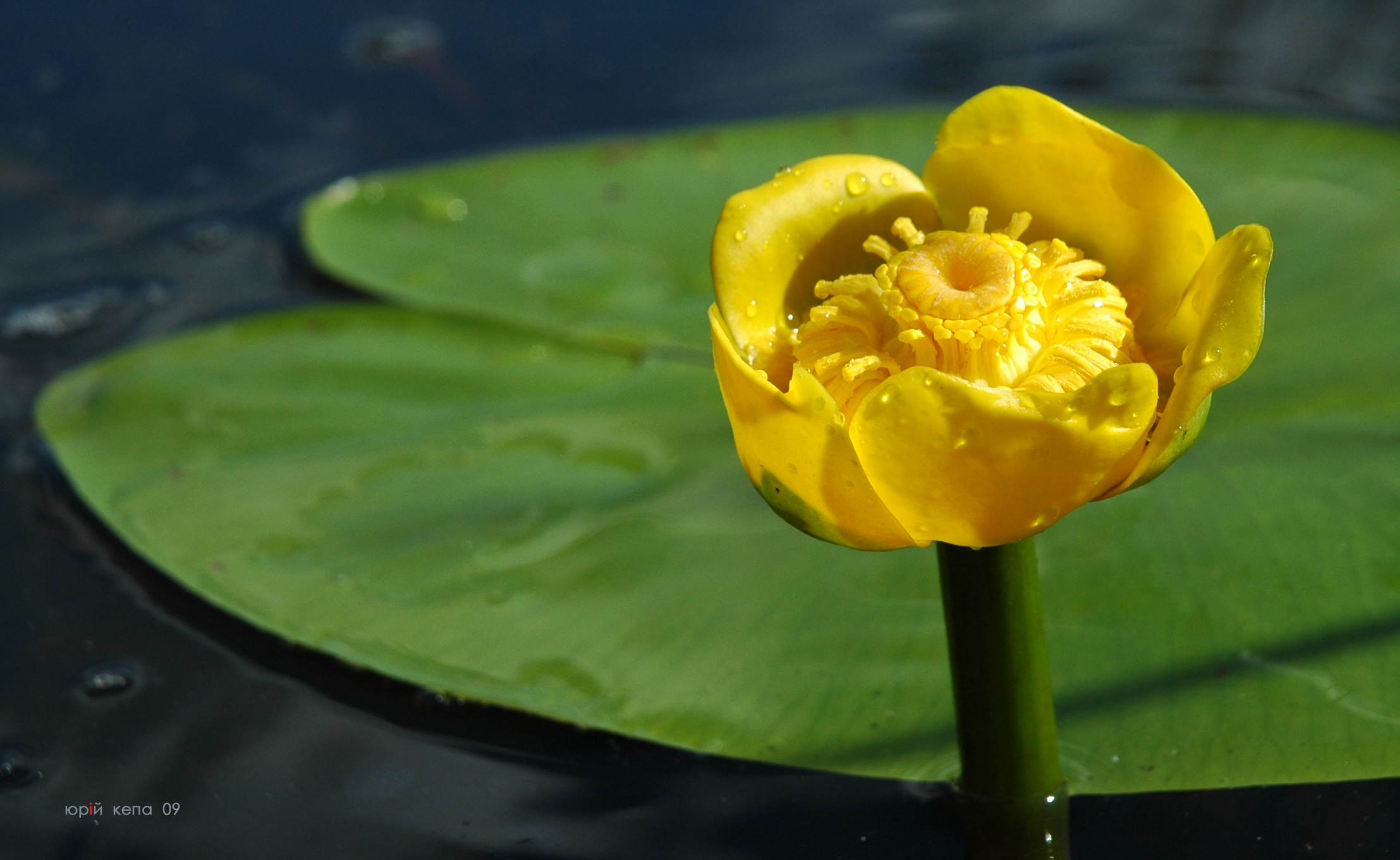
Gul näckros

Mossen är platåformigt välvd och till stor del bevuxen av tallskog. Växtligheten domineras av skvattram. Kring mossen finns ett välutvecklat laggkärr.
Kakelugnsgölen och Bråtagölen utgör två öppna vattensamlingar i mossen. Ute i vattnet växer gul och vit näckros.